# Cayuga (Indiana)
Cayuga è un comune degli Stati Uniti d'America, situato nello Stato dell'Indiana, nella contea di Vermillion.

## Storia
Quando la città fu progettata il 20 settembre 1827, si chiamava Eugene Station, sebbene fosse anche chiamata Osonimon da un capo indiano con quel nome. Successivamente prese il nome dal villaggio di Cayuga e dal lago Cayuga nello stato di New York; uno dei primi coloni di nome John Groenendyke era originario della contea di Cayuga, New York, e si era trasferito nella contea di Vigo nel 1818, poi nel 1819 si era trasferito nell'area che in seguito divenne la contea di Vermillion. Il nome è basato sul termine irochese Gwa-u-geh, che significa "il luogo dell'estrazione" (in termini di portage). La leggenda locale attribuisce il nome al suono prodotto dal clacson di una Ford Model T. La città fu incorporata intorno al 1891.
L'ufficio postale di Cayuga è operativo dal 1886.